# Anderson Dawson
Andrew Dawson ( 16 de julio de 1863 - † 20 de julio de 1910), más conocido como Anderson Dawson, fue un político australiano, del Partido Laborista, que fue primer ministro de Queensland por una semana (1-7 de diciembre) en 1899. Además de ser la primera vez en la historia que el Partido Laborista formó un gobierno, también fue el primer gobierno socialista del mundo electo por vías parlamentarias, lo que llamó la atención de la prensa de la época.
Dawson nació en Rockhampton, Queensland. Sus padres murieron poco después de su nacimiento, y fue albergado en un orfanato de Brisbane hasta los 9 años, cuando un tío lo llevó a Gympie. Empezó a trabajar como minero en Charters Towers, donde, más adelante, fue elegido presidente del Sindicato de Mineros. Luego se dedicó al periodismo, y fue por un tiempo editor del periódico local The Charters Towers Eagle.
En 1893, Dawson ingresó a la política, como candidato laborista en Charters Towers a la Asamblea Legislativa de Queensland; ganó la banca, y la retuvo en las elecciones de 1896 y 1899. Cuando el gobierno de James Dickson renunció el 1 de diciembre de 1899, Dawson formó un gobierno, que fue sin embargo, derrotado en la siguiente reunión de la Asamblea. A pesar del corto tiempo que duró su gobierno, este se convirtió en el primer gobierno socialista del mundo. Luego, en las primeras elecciones federales para el Senado, en 1901, Dawson resultó elegido, llegando en primera posición en Queensland. En abril de 1904, después de que John Christian Watson haya formado el primer gobierno federal del Partido Laborista, Dawson fue nombrado como ministro de Defensa.
Inicialmente, anunció su intención de retirarse en la elección de 1906, pero finalmente decidió participar de ellas. Como el candidato laborista ya estaba designado, participó de las elecciones como independiente. Perdió su banca, y murió en 1910 en Brisbane
La división electoral de Dawson está nombrada en su honor.